# سفنكدونات
السفنكدونات (الاسم العلمي:†Sphenacodontidae) هي فصيلة من الحيوانات تتبع البليكوصوريات الحقيقية من طائفة شبيهات الزواحف.

## التصنيف
- السفنكدوناوات
  - السفنكدون